# Pescador (navă)

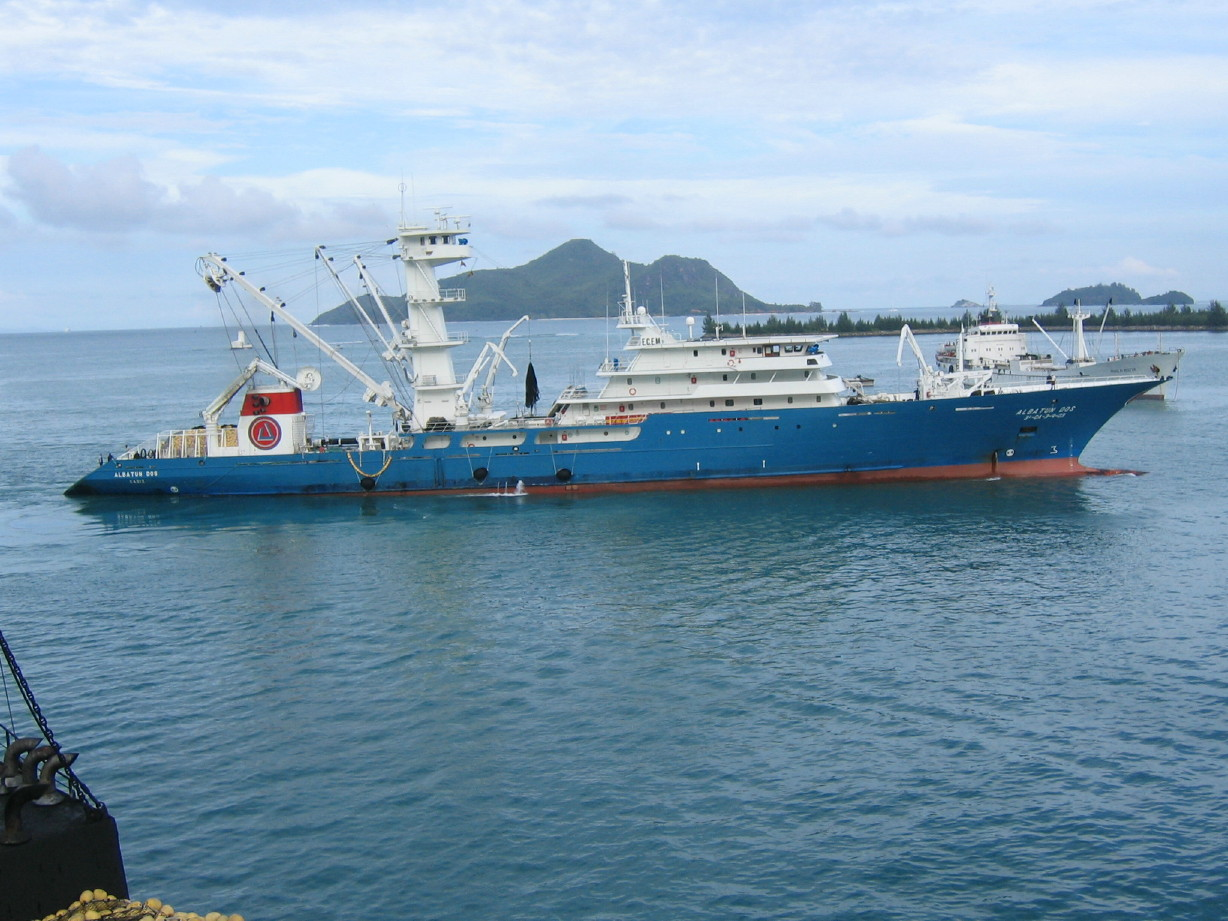
Un pescador în portul Victoria din Seychelles

Pescadorul este o navă specială, dotată cu instalații de pescuit, de depozitare, de congelare și uneori de preparare a peștelui, folosită pentru pescuitul în largul mării.
În prezent, cel mai răspândit tip de pescador este traulerul.